# 小行星3854
小行星3854（英語：3854 George）是一颗围绕太阳公转的小行星。1983年3月13日，卡羅琳·舒梅克在帕洛马山发现了此天体。
这颗小行星的绝对星等为87.58337等。